# Grammaire d'unification
 (août 2017).
Si vous disposez d'ouvrages ou d'articles de référence ou si vous connaissez des sites web de qualité traitant du thème abordé ici, merci de compléter l'article en donnant les références utiles à sa vérifiabilité et en les liant à la section « Notes et références ».
Les grammaires d'unification (ou grammaires de contraintes) sont des grammaires formelles apparues à partir des années 1980 pour analyser le langage naturel. 
Elles sont essentiellement caractérisées par le recours à des représentations syntaxiques sous forme de structures de traits. Ces structures de traits sont manipulées à l'aide de l'opération d'unification. Les grammaires d'unification sont facilement implémentables et donc bien adaptées au traitement automatique du langage naturel. 
Le terme est ambigu. Il peut désigner n'importe quelle grammaire formelle qui utilise l'unification. L'accent est alors plutôt mis sur le formalisme. Ou bien il désigne les grammaires d'unification qui ont été optimisées pour formaliser une théorie linguistique particulière. C'est le cas par exemple de LFG et HPSG. L'accent est alors mis autant sur le formalisme que sur la théorie linguistique formalisée, au point que ces grammaires sont désignées comme des théories linguistiques. 

## Grammaires d'unification « généralistes »
- Grammaires de clauses définies
- Functional Unification Grammar[2]
- PATR[Quoi ?]
- Grammaires de contraintes intégrées[3]

## Grammaires « spécialisées »
- grammaire syntagmatique guidée par les têtes (HPSG)
- Grammaire lexicale-fonctionnelle
- Grammaire syntagmatique généralisée

Quoiqu'elle n'utilise pas de structures de traits, la grammaire d'arbres adjoints est considérée comme une grammaire d'unification (spécialisée) car elle recourt à un formalisme assimilable à des structures de traits.
Les grammaires listées ici ont été déclinées en variantes. Par exemple HPSG a été déclinée en une version considérée par ses auteurs comme plus adaptée au japonais, Japanese phrase structure grammar (JPSG).